# 第401飛行隊 (航空自衛隊)
第401飛行隊（だい401ひこうたい、JASDF 401st Tactical Airlift Squadron）は、航空自衛隊航空支援集団第1輸送航空隊隷下の輸送機部隊である。小牧基地に所属し、輸送機にC-130Hを16機運用する。

## 概要
第401飛行隊の前身は1958年（昭和33年）10月1日、臨時美保派遣隊が輸送航空団（現:航空支援集団）に改称され、隷下に編成されたC-46D輸送機配備の輸送航空隊であった。
輸送航空隊は1968年（昭和43年）10月1日に第401飛行隊へ改編された。

## 沿革
- 1968年（昭和43年）10月1日 - C-46D輸送機部隊として、美保基地にて編成。
- 1969年（昭和44年）12月 - YS-11配備。
- 1973年（昭和48年）3月 - C-1配備。
- 1978年（昭和53年） - C-46D運用終了。
  - 3月31日 - 小牧基地へ移動。
- 1983年（昭和58年）4月19日 - 同隊所属機のC-1輸送機（58-1009/68-1015）の2機が濃霧による視界不良の影響で、三重県鳥羽市沖の菅島に続けて墜落、合計14名が死亡（菅島事故）。
- 1984年（昭和59年）9月26日 - C-130H配備[1]。
- 1989年（平成元年） - C-1、YS-11の転出完了。
  - 5月11日 - C-130Hによる定期便運航開始[2]。
  - 5月28日 - アメリカ空軍戦術空輸競技会参加。航空自衛隊C-130H初の派米訓練[2]。
- 1992年（平成04年）9月23日～1993年（平成05年）9月10日 - カンボジアPKO派遣において輸送活動に従事[2][3]。
- 1993年（平成05年）12月29日～1994年（平成06年）1月7日 - モザンビークPKO派遣において輸送活動に従事[2][4]。
- 1994年（平成06年）9月17日～12月28日 - 自衛隊ルワンダ難民救援派遣において輸送活動に従事[2][5]。
- 1995年（平成07年）5月16日 - ゴラン高原PKO派遣における運航支援開始[2][6]。
- 1998年（平成10年）11月13日～12月9日 - 自衛隊ホンジュラス派遣においてホンデュラス国際緊急援助空輸隊として輸送活動に従事[2]。
- 1999年（平成11年）2月2日～2月10日 - C-130Hによる国外運航訓練実施[2]。
  - 11月24日～2000年（平成12年）2月9日 - 東ティモール避難民救援国際平和協力業務において輸送活動に従事[2][7]。
- 2001年（平成13年）2月5日～2月11日 - インド西部地震による自衛隊インド派遣でインド国際緊急援助空輸隊として輸送活動に従事[2]。
  - 10月6日～10月11日 - アフガニスタン難民救援国際平和協力業務による輸送活動に従事[2][8]。
  - 11月29日 - テロ対策特措法に基づく航空輸送開始[2][9]。
- 2002年（平成14年）3月2日 - 東ティモールPKOにおいて輸送活動に従事[2][10]。
- 2003年（平成15年）7月7日～8月10日 - イラク被災民救援国際平和協力業務において輸送活動に従事[2][11]。
  - 12月24日 - 小牧基地にてイラク復興支援派遣輸送航空隊編成[2]。
  - 12月30日～2004年（平成16年）1月6日 - バム地震における自衛隊イラン派遣でイラン国際緊急援助空輸隊として輸送活動に従事[2]。
- 2004年（平成16年）3月3日 - イラク復興支援派遣輸送航空隊での空輸任務開始[2]。
- 2005年（平成17年）1月10日～3月18日 - スマトラ島沖地震における自衛隊インドネシア派遣でインドネシア国際緊急援助空輸隊として輸送活動に従事[2]。
  - 10月3日～12月3日 - パキスタン地震における自衛隊パキスタン派遣でパキスタン国際緊急援助空輸隊として輸送活動に従事[2]。
- 2006年（平成18年）6月1日～6月22日 - ジャワ島中部地震における自衛隊インドネシア派遣でインドネシア国際緊急援助空輸隊として輸送活動に従事[2]。
- 2007年（平成19年）5月3日 - イラク復興支援派遣輸送航空隊任務運航500回達成[2]。
- 2008年（平成20年）4月30日 - イラク復興支援派遣輸送航空隊任務運航700回達成[12]。
  - 11月7日 - イラク復興支援派遣輸送航空隊任務運航800回達成[2]。
  - 12月12日 - イラク復興支援派遣輸送航空隊輸送任務終了[2]。
- 2009年（平成21年）5月18日 - ソマリア沖の海賊対策のため、ジブチへの海自航空部隊人員や器材の輸送を行なう[2]。
- 2010年（平成22年）1月17日～2月18日 - ハイチ地震における自衛隊ハイチ派遣でハイチ国際緊急援助空輸隊として輸送活動に従事[2]。
  - 2月5日 - ハイチPKO派遣において運航支援開始[2][13]。
  - 2月25日 - 空中給油受油能力の試改修が行われたKC-130H仕様機（85-1080）配備[14][15]。
  - 8月22日～9月7日 - パキスタン洪水における自衛隊パキスタン派遣でパキスタン国際緊急援助空輸隊として輸送活動に従事[2]。
- 2012年（平成24年）1月26日 - 南スーダンPKO派遣における運航支援開始[2][16]。
  - 12月23日～12月27日 - ハイチPKO派遣における撤収運航[2][13]。
- 2013年（平成25年）1月9日～1月19日 - ゴラン高原PKO派遣における終了運航[2][6]。
  - 1月30日 - コープノース・グアム2013に参加[2][17]。
  - 11月12日～12月20日 - フィリピンでの台風30号被害における自衛隊フィリピン派遣でフィリピン国際緊急援助統合任務部隊として輸送活動に従事[2][18]。
- 2014年（平成26年）3月11日～4月28日 - マレーシア航空370便墜落事故における国際緊急援助隊として捜索活動に従事[2]。
  - 9月29日～10月3日 - 平成26年度在外邦人等輸送訓練実施[19]。
- 2015年（平成27年）4月28日～5月19日 - ネパール地震における自衛隊ネパール派遣でネパール国際緊急援助空輸隊として輸送活動に従事[20]。
  - 12月17日～12月18日 - 平成27年度在外邦人等輸送訓練実施[21]。
- 2016年（平成28年）7月11日～7月26日 - 南スーダンの首都ジュバの治安悪化に伴う在外邦人等輸送任務のため、3機がジブチへ派遣[22]。
  - 12月2日～12月10日 - ミクロネシア連邦等での日米豪人道支援・災害救援共同訓練に参加[23]。
  - 12月12日～12月16日 - 平成28年度在外邦人等輸送訓練実施[24]。
- 2017年（平成29年）11月3日～11月22日 - アメリカ高等空輸戦術訓練センターでの訓練に参加[25]。
- 2018年（平成30年）5月28日～6月30日 - アメリカ空軍演習レッドフラッグ・アラスカ18-2に参加[26]。
  - 10月3日～10月26日 - インドネシアのスラウェシ島地震における自衛隊インドネシア派遣でインドネシア国際緊急援助隊として輸送活動に従事[27][28]。
  - 12月5日～12月17日 - ミクロネシア連邦等での日米豪人道支援・災害救援共同訓練に参加[29]。
  - 12月6日～12月25日 - アメリカ高等空輸戦術訓練センターでの訓練に参加[30]。
- 2019年（平成31年）2月7日～3月19日 - グアムにおける日米豪共同訓練に参加[31]。
  - 3月19日～3月22日 - 国外運航訓練を実施し、ベトナムにおいてベトナム人民空軍と部隊間交流を実施[32]。
  - 2019年（令和元年）5月27日～6月29日 - アメリカ空軍演習レッドフラッグ・アラスカ（英語版）19-2に参加[33][34]。
  - 7月3日～7月5日 - 小牧基地においてカナダ空軍第429輸送飛行隊（英語版）との部隊間交流を実施[35][36][37][38]。

## 歴代運用機
- C-46D（1968年～1978年）
- YS-11（1969年～1989年）
- C-1（1973年～1989年）
- C-130H（1984年～）
- KC-130H（2010年～）

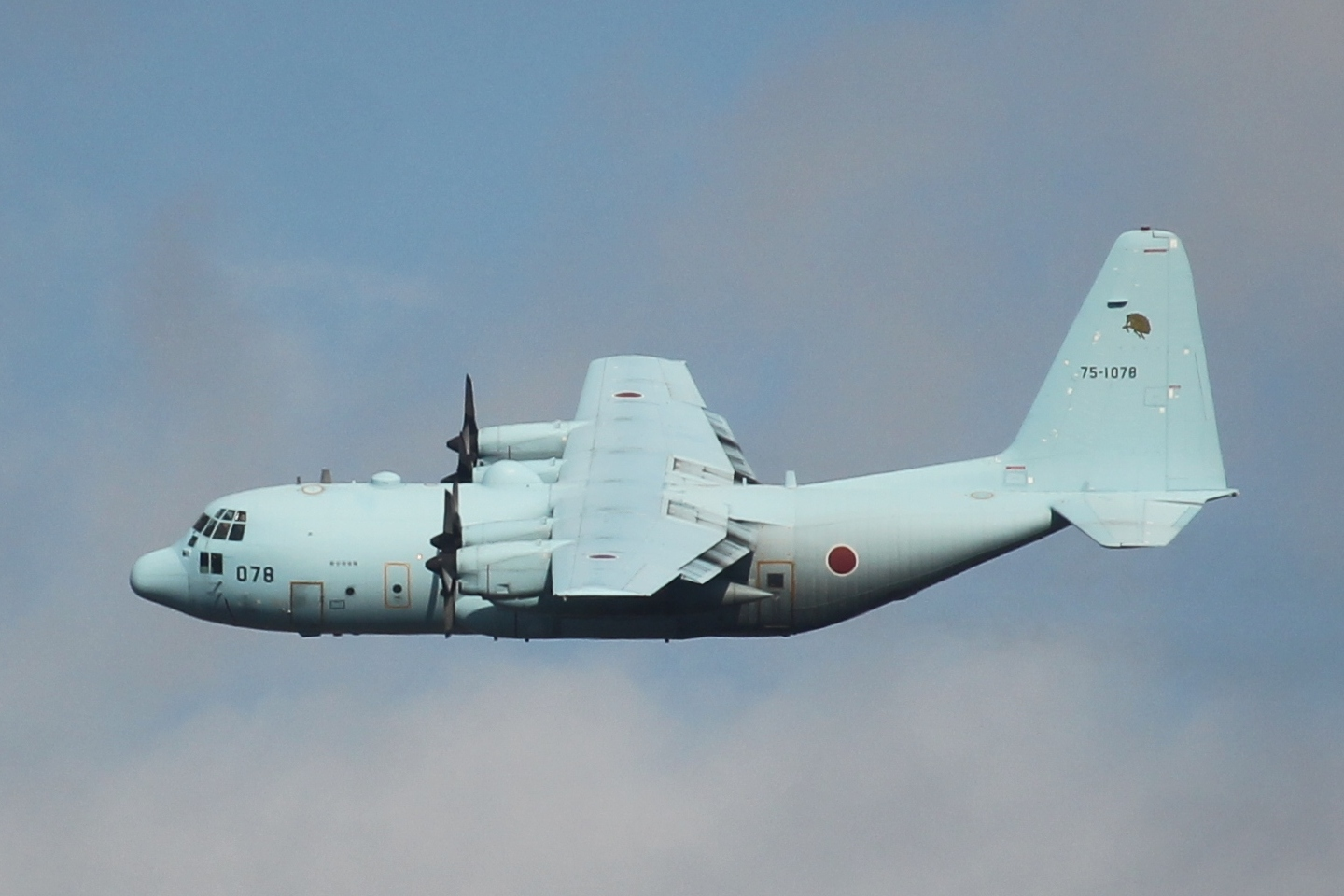
イラク派遣時の水色系塗装を施したC-130H
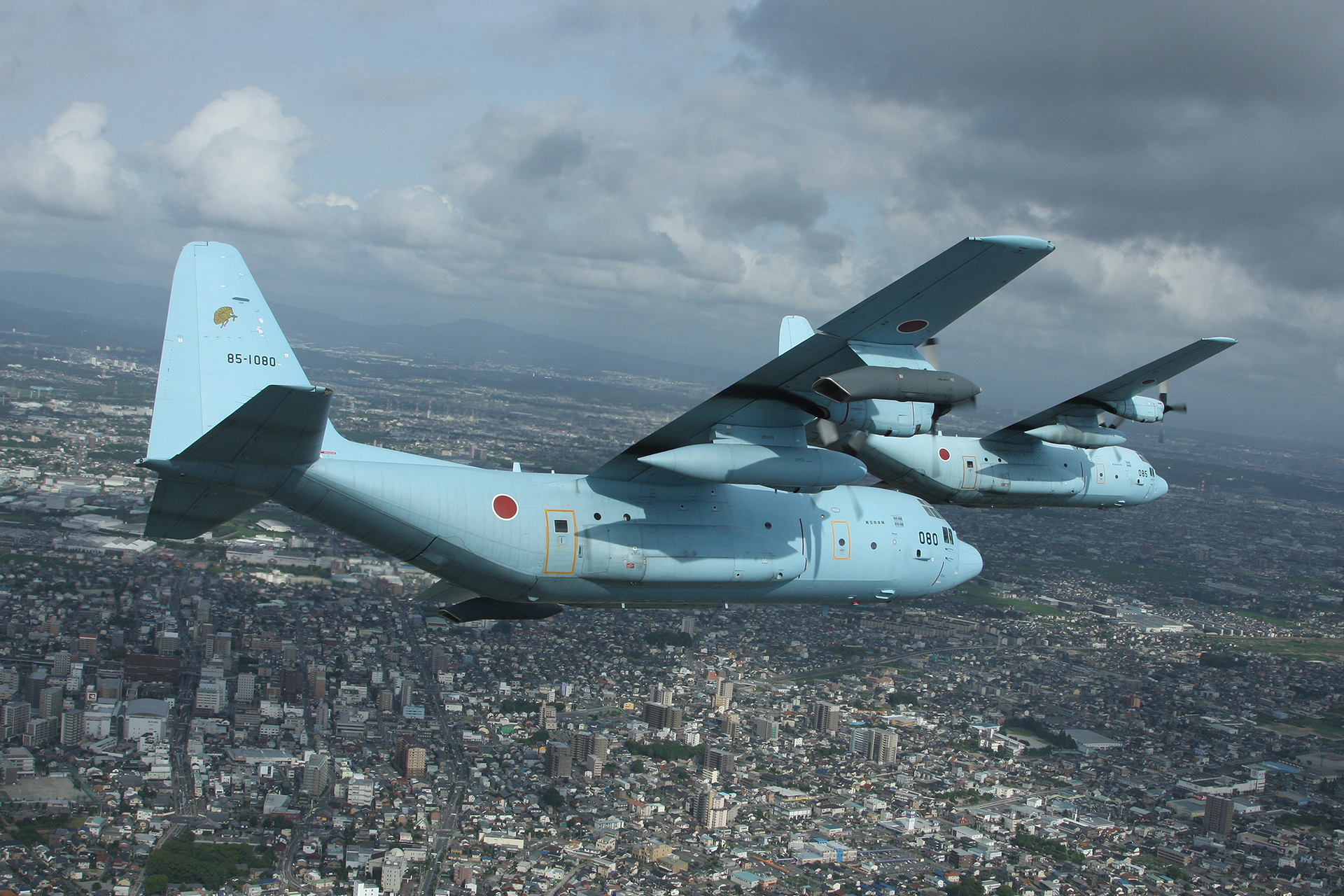
KC-130H（手前）とC-130H（奥）